# Tony Hatch
Anthony Peter Hatch (Harrow, 30 de junho de 1939), conhecido como Tony Hatch, Fred Nightingale e Mark Anthony, é um compositor inglês de musicais e televisão. Ele é também um notável compositor, pianista, arranjador e produtor.